# Kaprosuchus saharicus
Kaprosuchus saharicus, även kallad vildsvinskrokodil, är en numera utdöd art av krokodiler (egentligen tillhör den en utdöd linje inom crocdyliformes och är tämligen avlägset besläktade med dagens krokodiler). Namnet användes i Illustrerad Vetenskap nr 12 2010. Djuret levde troligtvis i det nuvarande Niger. Arten levde under yngre krita och dess lämningar upptäcktes av Paul Sereno, paleontolog vid University of Chicago. 